# Sai (Aomori)
Sai (佐井村 Sai-mura?) es una villa localizada en la prefectura de Aomori, Japón. En octubre de 2018 tenía una población de 1.956 habitantes y una densidad de población de 14,5 personas por km². Su área total es de 135,04 km².

## Geografía

### Municipios circundantes
- Prefectura de Aomori
  - Ōma
  - Mutsu

## Demografía
Según datos del censo japonés, la población de Sai ha disminuido en los últimos años.
| Año del censo | Población |
| ------------- | --------- |
| 1995          | 3.173     |
| 2000          | 3.010     |
| 2005          | 2.843     |
| 2010          | 2.422     |
| 2015          | 2.148     |